# Особняк Гаппо Баева
Особняк Гаппо Баева (другой вариант наименования — Дом Гаппо Баева) — памятник архитектуры во Владикавказе, Северная Осетия. Выявленный объект культурного наследия России. Находится в Иристонском районе на улице Ленина, д. 32.
Здание построено в 1910 году по проекту собственника Гаппо Баева в консультации с городским архитектором В. И. Грозмани. Дом принадлежал градоначальнику Гаппо Баеву, который после Октябрьской революции эмигрировал в Германию, где скончался в 1939 году. В 1995 году его прах был перезахоронен в Пантеоне около Осетинской церкви.
Кирпичный дом в двух этажах в стиле модерн строился строительной фирмой подрядчика Вяльцева. Отделочные работы выполняли греческие мастера. В 1920—1921 годах в здании находился Осетинский окружной отдел образования. В это же время в здании собиралось на свои заседания Осетинское историко-филологическое общество.
В советское время фасад дома из обтёссаного греческими мастерами плотного естественного камня был окрашен и потерял своё первоначальное состояние. В настоящее время в здании находятся жилые квартиры.